# 리프디마슈크주
리프디마슈크주(아랍어: محافظة بغداد, "다마스쿠스 교외"라는 뜻)는 시리아를 구성하는 14개 주 가운데 하나로, 주도는 시리아의 수도인 다마스쿠스이며 면적은 17,654km2, 인구는 2,487,000명(2007년 기준)이다. 시리아 남서부에 위치하고 있고 다마스쿠스 전체를 완전히 둘러싸고 있다. 남서쪽으로는 쿠네이트라주와 다라주, 수와이다주, 북동쪽으로는 홈스주와 인접해 있으며 서쪽으로는 레바논, 남쪽으로는 요르단과 인접해 있다.